# Bílá Opava
La Bílá Opava est une rivière de la République tchèque longue de 13 km, qui coule dans la région de Moravie-Silésie. Elle est un affluent de l'Opava et donc un sous-affluent de l'Oder.

## Traduction
- (en) Cet article est partiellement ou en totalité issu de l’article de Wikipédia en anglais intitulé « Bílá Opava » (voir la liste des auteurs).